# گلنوود، شهرستان کیتسپ، واشینگتن
گلنوود (به انگلیسی: Glenwood) یک منطقهٔ مسکونی در ایالات متحده آمریکا است که در شهرستان کیتساپ، واشینگتن واقع شده‌است. گلنوود ۱۰۷٫۹ متر بالاتر از سطح دریا واقع شده‌است.